# Postalesio
Postalesio là một đô thị ở tỉnh Sondrio trong vùng Lombardia của Italia, có vị trí khoảng 90 km về phía đông bắc của Milano và khoảng 6 km về phía tây của Sondrio. Tại thời điểm ngày 31 tháng 12 năm 2004, đô thị này có dân số 618 người và diện tích là 10,6 km².
Postalesio giáp các đô thị: Berbenno di Valtellina, Caiolo, Castione Andevenno, Cedrasco, Fusine, Torre di Santa Maria.